# Géométrie moléculaire antiprismatique carrée capée
La géométrie moléculaire antiprismatique carrée capée ou géométrie moléculaire antiprismatique carrée coiffée est la géométrie moléculaire des composés chimiques où neuf atomes, groupes d’atomes ou ligands sont disposés autour d’un atome central, occupant les sommets d’une pyramide carrée gyroallongée. Le groupe de symétrie de l’objet résultant est C4v.
La pyramide carrée gyroallongée est une pyramide à base carrée avec un antiprisme carré relié à la base carrée. À cet égard, elle peut être considérée comme un antiprisme carré « coiffé » (un antiprisme carré avec une pyramide érigée sur l’une des faces carrées).
Elle est très similaire à la géométrie moléculaire prismatique trigonale tricapée, et il existe un certain débat sur la géométrie spécifique de certaines molécules. Exemples :
- [SiCo9(CO)21]2-, défini par le réseau Co9, qui encapsule l'atome Si
- [Pb(phen)4(OClO3)]+, défini par le réseau N8O, qui encapsule l'ion Pb2+
- [Ge9]4-, un ion de zintl
- Th(tropolonate)4(H2O), défini par le réseau O9, qui encapsule l'ion Th4+
- ReH92− est parfois décrit comme ayant une géométrie antiprismatique carrée coiffée, bien que sa géométrie soit le plus souvent décrite comme prismatique trigonale tricoiffée.
- [LaCl(H2O)7]24+, un complexe de lanthane(III) avec une liaison La–La[1].

## Géométrie moléculaire antiprismatique carrée bicapée
Les antiprismes carrés peuvent être coiffés sur les deux faces carrées, ce qui donne une géométrie moléculaire antiprismatique carrée bicoiffée. Les atomes antiprismatiques carrés bicoiffés entourant un atome central définissent les sommets d’une bipyramide carrée gyroallongée.
Le groupe de symétrie de cet objet est D4d.
Exemples :
- B10H12, défini par le réseau B10
- [AsRh10(CO)22]3− et [SRh10(CO)22]2−, défini par le réseau Rh10, qui encapsule les atomes du groupe principal As et S
- [TlSn8]3−, un ion de zintl